# 蕭曉玲
蕭曉玲（1964年9月19日—），前臺北市立中山國民中學音樂老師兼該校教師會會長。台北市教師會「全國Energy教師會長獎」得主。2016年自由台灣黨全國不分區立法委員候選人。台灣教師聯盟理事長、民視論壇中心《讀報》專欄作家、喜樂島聯盟決策委員、俄國台灣研究院主席、政經傳媒《蕭婆來了》主持人。著有《校園恐怖事件：被霸凌的教師》（2018年，允晨文化）。

## 生平
2007年1月，蕭曉玲因教學活潑而接受電視採訪，受訪學生給予肯定；3月，蕭曉玲獲行政院服務獎章證書；7月，蕭曉玲獲聘書預定聘至民國100年（2011年）；8月，中山國中聘蕭曉玲為課程發展會委員、藝術與人文領域召集人。
2007年11月12日，蕭曉玲因反對臺北市市長郝龍斌的一綱一本政策，向法院控告郝龍斌。
2007年12月10日，中山國中爆發濫用測驗卷醜聞，事前，《自由時報》記者謝文華向蕭曉玲求證，蕭曉玲提供聯絡簿影本作為證據，事後該影本卻成為蕭曉玲被解聘的首要罪證。
2018年4月，蕭曉玲開始擔任民視論壇中心《讀報》專欄作家。
2020年6月6日，民主進步黨臺北市議員梁文傑在臉書發文消遣墜樓身亡的中國國民黨高雄市議會議長許崑源「嚇死人，是有賭很大嗎」，引發大批網友留言撻伐後緊急刪文並道歉，其中包括蕭曉玲留言：「We care Taipei！下一個罷免你！」。
2023年11月1日，蕭曉玲接任喜樂島聯盟黨主席。

## 解聘案
2007年12月13日，中山國中對蕭曉玲連續採取幾種動作。
- 校內流傳一份「台北市立中山國民中學家長會家長陳情書」，指摘蕭曉玲有不當行為。
- 中午，學校召開教評會，下午2點結束。
- 第六節上課時，臺北市政府教育局督學丁文玲帶著中山國中家長會會長簡忠雄、中山國中家長會副會長林月華，另有四名家長代表以及教務主任、訓導主任及其他老師，進教室內走動。
- 約第七節課時，人事主任持公文要蕭曉玲簽收，並告知中午召開教評會，提報蕭曉玲為不適任教師。
- 學校聲稱，接獲投訴並查證發現蕭曉玲符合「教學不力或不能勝任工作，有具體事實或違反聘約情節重大情事」，通知成立輔導小組。

同年12月19日，中山國中校長曾美蕙召開記者會檢討蕭曉玲的適任問題。臺北市政府教育局副局長林騰蛟開記者會說明此案時，記者問蕭何時開始不適任，林連續回答蕭狀告郝龍斌的日期「11月12日」三次。
2008年1月23日，臺北市立中山國民中學召開教師評審委員會，認定蕭曉玲有「行為不檢有損師道」之該當解聘事實，決議以《教師法》第14條第1項第6款規定之「行為不檢有損師道」為由解聘蕭曉玲，並陳報臺北市政府教育局核准在案，臺北市立中山國民中學乃以97年3月19日北市中山人字第09730124600號函解聘蕭曉玲。。
2014年12月，無黨籍的柯文哲就任臺北市長。2015年6月，蕭曉玲在市府門口擊鼓鳴冤、表明要光明正大回中山國中任教；10月，臺北市政府廉政透明委員會宣布將重新調查此案，指該校某任校長喝花酒只被調職，蕭反課綱竟遭解聘，顯然是雙重標準。壹電視節目《正晶限時批》主持人彭文正與李晶玉也砰擊郝龍斌市政府解聘蕭曉玲老師的程序「集荒謬之大成」，蕭曉玲是政治鬥爭的犧牲者。2015年6月，人本教育基金會、台灣教師聯盟、全國家長團體聯盟、台灣教授協會、台灣北社等團體召開記者會，要求臺北市政府撤銷違法解聘，勇敢面對處理前朝的錯誤，正面回應監察院的糾正與調查報告。蕭曉玲指稱當初參與迫害她的中山國中校長曾美蕙升任明倫高中校長，教育局長吳清基當上教育部長，而作證幫助她的工友們，考績都被打成乙等。
蕭曉玲認為，她因反對前市長郝龍斌推出的一綱一本政策，控告郝龍斌強推政策違法，才遭中山國中解聘。不過時任台北市長的郝龍斌表示，蕭老師當年被解職時，郝市長根本不認識這位老師；但蕭卻堅稱是因反對「一綱一本」政策，慘遭政治迫害，這是要模糊其適任與否的焦點。
2016年9月21日，台北市教育局撤銷原處分。教育局認為，蕭曉玲解聘案有6點不夠周延之處。第一是中山國中先對蕭曉玲記大過，2日後決議解聘，但一事不應二罰。第二，該校未按「處理疑似不適任教師調查小組」組織要點規定辦理解聘案。第三，該校原認定蕭曉玲教學不力，按規定需進行輔導，蕭要求由校外專家學者輔導，卻被校方認定拒絕輔導。第四，蕭曉玲被認定教學不力後，未按規定進入2到6個月的輔導期，就改為認定行為不檢，程序有疑義。第五，校方以蕭曉玲幾乎相同的行為，先判定教學不力，後來又改為行為不檢解聘。第六，該校認為蕭曉玲發存證信函給教評委員，導致校內教師人心惶惶，並列為不適任事實之一，是否可作此認定，有討論空間。教育局說，參酌監察院糾正調查報告、台北市廉委會聽證調查報告，且經多次邀集法務局等相關機關召開會議研商，認為原處分不當，因此撤銷蕭曉玲解聘案，所以中山國中解聘處分缺乏法定生效要件，自始無效，台北市將補發蕭曉玲9年本薪。
但柯文哲競選時重要幹部、國會觀察基金會董事長姚立明之妻、臺北市政府法務局局長楊芳玲認為市長柯文哲不應該將法律已經定讞的案件以政治手段解決，此舉恐有違法之虞；此事引發楊芳玲辭職。根據風傳媒報導，教育局長湯志民可能也是因補發9年本薪恐依法無據，不願簽字而辭職。
同年9月26日，蕭曉玲因復職案爭議接受POP Radio專訪，主持人問蕭是否曾在課堂上說過「音癡」、「下三濫」等，蕭曉玲否認後，主持人繼續追問，是否能百分百保證沒說過？此時蕭開始有點不滿，認為這跟她行為不檢、有損師道沒有任何關係，甚至質疑這是主持人對她的人身攻擊。蕭強調她沒有體罰學生，可能對於課程會說「垃圾」，但「下三濫」她沒說過；主持人隨即針對「垃圾」進行追問，讓蕭高分貝抗議。亦表示，當長官要求的事情，湯不願意執行，辭職只是剛剛好而已。
2018年2月12日，臺北市政府教育局召開評議小組重新調查，作出「尊重該評議小組第40次會議決議：『同意本市中山國民中學所報解聘蕭曉玲教師』之決議」，與先前臺北市長柯文哲讓蕭曉玲復職的承諾不符。

### 監察院糾正
2013年3月14日，監察院調查後指中山國中、台北市教育局、教育部有諸多缺失、明顯違反多項規定，損害中立性與嚴謹性之事證明確，誘導式問卷有重大瑕疵，因而對介入蕭曉玲解聘的北市府與中山國中提出糾正。教育部2014年1月15日以「臺教授國部字第1020134807號函」  回覆此糾正，其中詳述蕭曉玲不適任緣由。
2018年10月15日，監委王美玉開記者會公布調查結果：蕭曉玲解聘案自始由台北市教育局主導，且解聘調查小組會議紀錄簽到4人卻註明6人出席，有偽造文書嫌疑，違反教育部內規及《教師法》規定，要求台北市政府應重啟調查，將違法者移送法辦，應還蕭曉玲一個公道。針對同年2月台北市政府再次決議解聘有效，王美玉也抨擊，台北市政府「失職」，因為再次確認並沒有審酌解聘過程違法、偽造文書，以及對當事人隱匿，且北市教育局10年前主導解聘案、10年後再由其決議不撤銷，「這樣公平嗎？難道它不用迴避嗎？」

### 評價
學生
2007年1月，蕭曉玲任教的805班學生，接受民視採訪，肯定她的教學，表示生活化、多元化。
2010年7月，政大教授黃東益、蕭乃沂兩位政大學者，就中山國中針對蕭曉玲的問卷調查，做成專案報告，發現有7成學生認可蕭曉玲的教學。
家長
2008年2月13日中山國中家長會放學時間於學校門口召開記者會，廿多位學生手持白布條抗議要求蕭曉玲離開校園，家長會訴求教育局立即將蕭曉玲停職。

2016年9月26日鍾小平率領的國中家長會聯合會公開表達：不希望讓蕭曉玲再度回學校教書。
總會長許孝仁說，各大國中很怕蕭曉玲到學校任職，擔心蕭曉玲會被塞到哪個學校，蕭曉玲當年被認定為不適任教師，重回校園會影響學校的老師、家長、學生。

各界
人本教育基金會工作人員：「學校一口氣把五位學生送到少年隊，說他們販賣與吸食毒品。我問蕭曉玲為何這麼關心這個問題，她說這五位學生她都有教，其中一位學生很可憐，父親在他六歲後就不知所向，母親在他國二時燒炭自殺，她很照顧這個學生，平常就會幫他出便當費、考卷費。我看了她為事件作的記錄後很訝異，因為她竟然去這個學生家作家庭訪問二、三次，也一一地問過被冤枉的學生。」
台灣人權促進會秘書長蔡季勳等：「蕭曉玲案是一個讓我們公民社會再出發的力量。」
前第一銀行工會總幹事汪英達：「蕭曉玲案因為有高度的政治壓迫嫌疑，是測試工會骨桿的標準案例，也是建立會員挑戰當權信心的指標。事實上，著名勞權案例都類似蕭曉玲案的狀況，而這也正是工會精神的絕佳契機。今年蕭曉玲老師前來參加秋鬥遊行，並發表反思自己階級立場的演說，且在經過高等行政法院的駁回之後，她又立下改正行政訴訟偏袒政府的宏願。失敗似乎為她的運動歷程帶來更大的格局。」

## 外部連結
- 蕭曉玲Blog （页面存档备份，存于）
- 裁判書：臺北高等行政法院 099 年 訴 字 000121 號 100/01/31 -- 最高行政法院 100 年 判 字 001893 號 100/11/03[永久]